# Wydryniwa
Wydryniwa – osada w Polsce położona w województwie łódzkim, w powiecie piotrkowskim, w gminie Łęki Szlacheckie.
W latach 1975–1998 miejscowość należała administracyjnie do województwa piotrkowskiego.